# Immanuel Estermann
Immanuel Estermann (em hebraico:  עמנואל אסתרמן) 
(31 de março de 1900 – 30 de março de 1973) foi um físico nuclear judeu nascido na Alemanha e professor na Carnegie Mellon University, na Universidade de Hamburgo e no Technion. Estermann é conhecido por sua colaboração de longa data com Otto Stern, que foi pioneira na pesquisa de feixes moleculares na década de 1920. Com Stern e Otto Robert Frisch, ele também foi o primeiro a medir o momento magnético do próton.

## Biografia

### Primeiros anos
Immanuel Estermann nasceu em Berlim, Alemanha, em 1900, filho de Leo e Rachel Estermann. Estermann cresceu em Jerusalém, para onde seu pai havia se mudado com a família como um ativo sionista. No entanto, com o início da Primeira Guerra Mundial, sua família retornou à Alemanha.
Immanuel Estermann é o irmão mais velho do matemático Theodor Estermann.

### Carreira
Estermann estudou físico-química na Universidade de Hamburgo. Lá, ele trabalhou em uma tese de doutorado bem-sucedida sobre o mecanismo de crescimento de cristais sob a supervisão de Max Volmer. Ele recebeu seu diploma de doutorado em Hamburgo em 1921 e foi conferencista a partir de 1922, trabalhando de perto com Otto Stern na pesquisa de feixes moleculares. Juntos, eles demonstraram com esse método que não apenas partículas elementares, como elétrons, possuem propriedades de onda (anteriormente demonstrado pelo experimento de Davisson–Germer), mas também moléculas, como o átomo de hidrogênio e o hélio. Um segundo trabalho, que mais tarde foi citado na concessão do Prêmio Nobel de Física a Stern, foi a medição, em colaboração com Otto Robert Frisch, do momento magnético do próton em 1933.
Como judeu, ele perdeu seu cargo na Universidade de Hamburgo quando o Nazismo tomou o poder. Em 1933, Stern deixou a Universidade de Hamburgo antes de ser demitido e recebeu um convite para trabalhar no Carnegie Institute of Technology em Pittsburgh, Estados Unidos. Stern ficou contente em aceitar, desde que também oferecessem um cargo a Estermann. Estermann chegou aos Estados Unidos com Stern, passando pela Inglaterra, o que também salvou a família de Estermann. Em Pittsburgh, Estermann logo se tornou professor associado e, após a Segunda Guerra Mundial, professor. Lá, Stern, Oliver C. Simpson e Estermann aprimoraram a precisão do momento magnético do próton. Eles também mediram a seção de choque de césio no hélio.
Em 1941, tornou-se Membro da American Physical Society (APS).
Durante a Segunda Guerra Mundial, Estermann trabalhou com radares e, mais tarde, foi transferido para o Projeto Manhattan, programa secreto dos EUA que produziu a primeira bomba atômica. Ele também trabalhou no National Defense Research Committee, realizando pesquisas sobre tubos de traço escuro.
Após a aposentadoria de Stern e sua mudança para a Universidade da Califórnia, Berkeley em 1950, Estermann começou a trabalhar no Office of Naval Research, inicialmente como consultor e chefe do departamento de ciência dos materiais, e a partir de 1959 como seu diretor científico em Londres.

### Vida posterior
Estermann tornou-se Professor Emérito da Universidade de Hamburgo em 1957. Mais tarde, ele se mudou para Israel, onde se tornou professor Lidow de física do estado sólido no Technion – Israel Institute of Technology. Estermann faleceu em Haifa em 1973.

## Livros e avaliações
- Methods of Experimental Physics. Volume 1: Classical methods. Academic Press 1959.
- Recent researches in molecular beams – a collection of papers dedicated to Otto Stern on the occasion of his 70th birthday. Academic Press 1959.
- with D. R. Bates: Advances in Atomic and Molecular Physics. Band 1 bis 8. 1965 bis 1973.
- History of molecular beam research: personal reminiscences of the important evolutionary period 1919–1933. In: American Journal of Physics. Band 43, 1975, S. 661.